# Erik Raadal
Erik Kristoffer Raadal (født 18. juni 1905 i Horn nær Silkeborg ; død 13. januar 1941) var en dansk maler, aktiv som landskabsmaler i 1930'erne, især med motiver fra hjemegnem omkring Gjern i det centrale Jylland.
Raadal blev 1926 udlært malersvend i Silkeborg og fortsatte på Teknisk Skole dér og i Aarhus. På Kunstakademiets malerskole i København 1927-31 var han elev hos Ejnar Nielsen og Sigurd Wandel.
Han blev 1940 gift med tegneren Ellen Raadal (født Toustrup Madsen, 1910-91)
Erik Raadal deltog i kunstkonkurrencen ('Art Competitions') ved Sommer-OL 1932. Han var 1932 medstifter af kunstnersammenslutningen Corner sammenmed Karl Bovin, Alfred Simonsen, Lauritz Hartz, Kaj Ejstrup, Ole Kielberg, og Victor Brockdorff og udstillede hyppigt dér. Raadal tegnede også karikaturtegninger som han fik optaget i Svikmøllen og Blæksprutten I tredivernes begyndelse.
Raadal døde 13. januar 1941 af tuberkuløs meningitis på Silkeborg Sygehus.
| - Værker af Erik Raadal - Kartoffeloptagning. Efterårslandskab. Dokkedal, 1933 - Landskab med drivende skyer, 1933 - Oktoberaften i Gjern, 1936 - Gadebillede med figur, 1937, ARoS Aarhus Kunstmuseum |

| - Firetoget, 1937 - Piger der venter på toget, 1939, Statens Museum for Kunst - Landpostbudet, 1940 - Ung kvinde med vasketøj |